# Calyptranthes multiflora
Calyptranthes multiflora är en myrtenväxtart som beskrevs av Eduard Friedrich Poeppig och Otto Karl Berg. Calyptranthes multiflora ingår i släktet Calyptranthes och familjen myrtenväxter. Inga underarter finns listade i Catalogue of Life.